# Maria Fernanda
Maria Fernanda Meireles Correia Dias (Rio de Janeiro, 27 de outubro de 1925 – Rio de Janeiro, 30 de julho de 2022) foi uma atriz brasileira, filha da poetisa Cecília Meireles e do pintor Fernando Correia Dias. É considerada uma das grandes damas do teatro brasileiro, ao lado de nomes como Tônia Carrero, Cacilda Becker e Fernanda Montenegro. 
Apesar da vasta carreira no teatro, também destacou-se na televisão com Gabriela (1975), Pai Herói (1979) e Dona Beija (1986). Maria Fernanda falecera em decorrência de uma pneumonia bacteriana, após quatro dias internada na Casa de Saúde São José, na Zona Sul do Rio.

## Biografia
Maria Fernanda Meirelles Correia Dias nasceu na cidade do Rio de Janeiro, no ano de 1925, filha da poetisa Cecília Meireles e do artista plástico português Fernando Correia Dias, estudou teatro na Escola de Arte Dramática Old Vic, em Bristol, Inglaterra. Estreia como atriz, em 1948, no Teatro do Estudante do Brasil (TEB), de Paschoal Carlos Magno, interpretando Ofélia, em "Hamlet", de William Shakespeare, com direção de Hoffmann Harnich, adotando o nome de Maria Fernanda.
Com seu timbre de voz forte e peculiar, participa, em 1954, de três montagens da Companhia Dramática Nacional: As Casadas Solteiras, de Martins Pena, direção de José Maria Monteiro, Senhora dos Afogados, de Nelson Rodrigues, direção de Bibi Ferreira e Cidade Assassinada, de Antonio Callado. Entre 1962 e 1963, atua em umas montagens diferentes de Um Bonde Chamado Desejo, de Tennessee Williams, uma com direção de Augusto Boal, em São Paulo, e a outra dirigida por Flávio Rangel, na temporada carioca, pela qual recebe os prêmios Molière, Saci e Governador do Estado de melhor atriz de 1963.
Neste mesmo ano, vai para Paris e faz um curso com o ator e mímico Jean Louis Barrault. Ao voltar para o Brasil, em 1965, protagoniza Santa Joana, de Bernard Shaw, dirigida por Flávio Rangel. Em 1970, recebe o Prêmio Molière por seu trabalho na montagem carioca de O Balcão, de Jean Genet, dirigida por Eros Martim. Volta a trabalhar com esse diretor em 1971, em Senhorita Júlia, de August Strindberg, Jardim das Delícias, de Fernando Arrabal.
Em temporada paulista, no Teatro Oficina, atua em As Três Irmãs, de Anton Tchecov, com direção de José Celso Martinez Corrêa, em 1972. E, em 1979, faz parte do elenco da estreia do texto de Leilah Assumpção, Vejo Um Vulto na Janela, Me Acudam Que Sou Donzela, dirigido por Emílio Di Biasi.
Na televisão, destacou-se em novelas como Gabriela, Pai Herói e Dona Beija. No cinema, estreou em 1946, no filme Sempre Resta Uma Esperança, seguido de uma adaptação do romance Terra Violenta, de Jorge Amado, para a Atlântida. Ao todo foram 18 filmes, com destaque para Luz Apagada (1953) e Carlota Joaquina - Princesa do Brasil (1995), de Carla Camurati, onde interpreta D. Maria I.

### Vida pessoal
Foi casada com o diretor Luiz Gallon (1956-1963), com quem teve um filho: Luiz Heitor Fernando Meireles Gallon; e com o pintor e escritor Oscar Araripe (1963-1968).

## Filmografia

### Televisão
| Ano  | Título                  | Personagem                      | Notas                               | Emissora          |
| ---- | ----------------------- | ------------------------------- | ----------------------------------- | ----------------- |
| 1953 | Grande Teatro Tupi      | Salomé (1953/1956)              |                                     | Rede Tupi         |
| 1956 | E o Vento Levou         | Scarlet O'Hara                  |                                     | Rede Tupi         |
| 1956 | Teatro Três Leões       | —                               | Episódio: "O Anjo de Pedra"         | Rede Tupi         |
| 1959 | TV de Vanguarda         | Blanche Dubois                  | Episódio: "Um Bonde Chamado Desejo" | Rede Tupi         |
| 1963 | A Morta sem Espelho     | Neide                           |                                     | Rede Tupi         |
| 1973 | João da Silva           | Marta                           |                                     | TV Rio            |
| 1975 | Gabriela                | Dona Sinhazinha Guedes Mendonça |                                     | Rede Globo        |
| 1975 | O Grito                 | Mafalda                         |                                     | Rede Globo        |
| 1975 | Caso Especial           | Dolores                         | Episódio: "Felicidade"              | Rede Globo        |
| 1976 | Caso Especial           | Isaura                          | Episódio: "Olhos de Fogo"           | Rede Globo        |
| 1977 | Nina                    | Mariana Torres Galba            |                                     | Rede Globo        |
| 1979 | Pai Herói               | Gilda Baldaracci (Dona Gilda)   |                                     | Rede Globo        |
| 1980 | Dulcinéa Vai à Guerra   | Mariana Medeiros                |                                     | Rede Bandeirantes |
| 1981 | Caso Verdade            | Nair dos Santos Maciel          | Episódio: "A Caçadora de Vampiros"  | Rede Globo        |
| 1982 | Caso Verdade            | Catarina                        | Episódio: "Casa, Comida e Marido"   | Rede Globo        |
| 1982 | Nem Rebeldes, Nem Fiéis | Olívia                          |                                     | TV Cultura        |
| 1982 | O Tronco do Ipê         | Alina                           |                                     | TV Cultura        |
| 1983 | Moinhos de Vento        | Loreta                          |                                     | Rede Globo        |
| 1986 | Dona Beija              | Cecília Sampaio (Ceci)          |                                     | Rede Manchete     |
| 1986 | Mania de Querer         | Léa Nogueira Guimarães          |                                     | Rede Manchete     |
| 1988 | Olho por Olho           | Henriqueta Del Rio              |                                     | Rede Manchete     |

### Cinema
| Ano  | Título                                  | Personagem        | Notas               |
| ---- | --------------------------------------- | ----------------- | ------------------- |
| 1946 | Sempre Resta uma Esperança              | —                 | [ 8 ]               |
| 1948 | Terra Violenta                          | Irene             | [ 9 ]               |
| 1953 | Luz Apagada                             | Glória            | [ 10 ]              |
| 1954 | The Americano                           | —                 | Filme estadunidense |
| 1955 | Senhora                                 | Aurélia Camargo   | [ 12 ]              |
| 1956 | The Amazon Trader                       | Ex-esposa         | Filme estadunidense |
| 1976 | Ovelha Negra, Uma Despedida de Solteiro | Tia Fernanda      | [ 13 ]              |
| 1978 | Fim de Festa                            | Márcia            |                     |
| 1979 | Joana Angélica                          | Joana Angélica    | [ 15 ]              |
| 1980 | J.S. Brown, o Último Herói              | Sandra Carbucci   | [ 16 ]              |
| 1985 | Chico Rei                               | Nenzica           | [ 17 ]              |
| 1995 | Carlota Joaquina, Princesa do Brazil    | Rainha D. Maria I | [ 18 ]              |
| 2004 | O Quinze                                | Mãe Inácia        | [ 19 ]              |

## Teatro
| Ano       | Título                                                | Autoria                       | Direção                     | Notas          |
| --------- | ----------------------------------------------------- | ----------------------------- | --------------------------- | -------------- |
| 1948      | Hamlet                                                | William Shakespeare           | Hoffmann Harnisch           | [ 20 ]         |
| 1949      | O Porteiro do Rei                                     |                               |                             |                |
| 1950      | Dorotéia                                              | Nelson Rodrigues              | Ziembinski                  | [ 21 ]         |
| 1952      | A Cegonha se Diverte...                               | André Roussin                 | Henriette Morineau          | [ 22 ]         |
| 1954      | As Casadas Solteiras                                  | Martins Pena                  | José Maria Monteiro         | [ 23 ]         |
| 1954      | A Cidade Assassinada                                  | Antonio Callado               | Mario Brasini               | [ 24 ]         |
| 1954      | Senhora dos Afogados                                  | Nelson Rodrigues              | Bibi Ferreira               | [ 25 ]         |
| 1960      | Verde que Te Quero Verde                              | Federico García Lorca         | Amir Haddad                 | [ 26 ]         |
| 1960      | A Ópera dos Três Tostões                              | Bertolt Brecht                | Eros Martim Gonçalves       | [ 27 ]         |
| 1962-1963 | Um Bonde Chamado Desejo                               | Tennessee Williams            | Augusto Boal/Flávio Rangel  |                |
| 1963      | Oito Mulheres                                         | Robert Thomas                 | Luís de Lima                | [ 28 ]         |
| 1963      | Victor ou as Crianças no Poder                        | Roger Vitrac                  | Eros Martim Gonçalves       | [ 29 ]         |
| 1965      | Santa Joana                                           | George Bernard Shaw           | Flávio Rangel               | [ 30 ]         |
| 1966      | As Troianas                                           | Eurípides                     | Paulo Afonso Grisolli       | [ 31 ]         |
| 1967      | A Tragédia de Vila Rica no Tempo de Joaquim José      | Cecília Meireles              | Maria Fernanda              | [ 32 ]         |
| 1968      | Tragédia em Vila Rica - O Romanceiro da Inconfidência | Cecília Meireles              | Maria Fernanda              | Apenas Direção |
| 1970      | O Balcão                                              | Jean Genet                    | Eros Martim Gonçalves       | [ 34 ]         |
| 1971      | Jardim das Delícias                                   | Fernando Arrabal              | Eros Martim Gonçalves       | [ 35 ]         |
| 1971      | Senhorita Júlia                                       | August Strindberg             | Eros Martim Gonçalves       | [ 36 ]         |
| 1972      | As Três Irmãs                                         | Anton Tchekhov                | Zé Celso                    | [ 37 ]         |
| 1973      | Raimunda, Raimunda                                    | Francisco Pereira da Silva    | Paulo Afonso Grisolli       | [ 38 ]         |
| 1979      | Vejo um Vulto na Janela, Me Acudam que Sou Donzela    | Leilah Assumpção              | Emilio Di Biasi             | [ 39 ]         |
| 1980      | Quem Casa Quer Casa e Outras Coisas Mais              | Martins Pena                  | Wolf Maya                   | [ 40 ]         |
| 1980      | Como Agitar Seu Apartamento                           | J. P. Grédy e Pierre Barillet | Kiko Jaess                  | [ 41 ]         |
| 1983      | Romanceiro da Inconfidência                           | Cecília Meireles              | Maria Fernanda              | [ 42 ]         |
| 1984      | E O Vento Não Levou                                   | Robert MacDonald              | Roberto Vignati             | [ 43 ]         |
| 1985      | A Casa de Bernarda Alba                               | Federico García Lorca         |                             |                |
| 2004      | A Importância de Ser Fiel                             | Oscar Wilde                   | Eduardo Tolentino de Araújo |                |

## Prêmios e indicações
- 1963 - Prêmio Molière de melhor atriz por Uma Bonde Chamado Desejo
- 1963 - Prêmio Governador do Estado de melhor atriz por Uma Bonde Chamado Desejo
- 1963 - Prêmio Saci de melhor atriz por Uma Bonde Chamado Desejo
- 1970 - Prêmio Molière de melhor atriz por O Balcão